# Haas VF-24
La Haas VF-24 è una monoposto di Formula 1 realizzata dalla Haas per gareggiare nel campionato mondiale di Formula 1 2024.

## Livrea

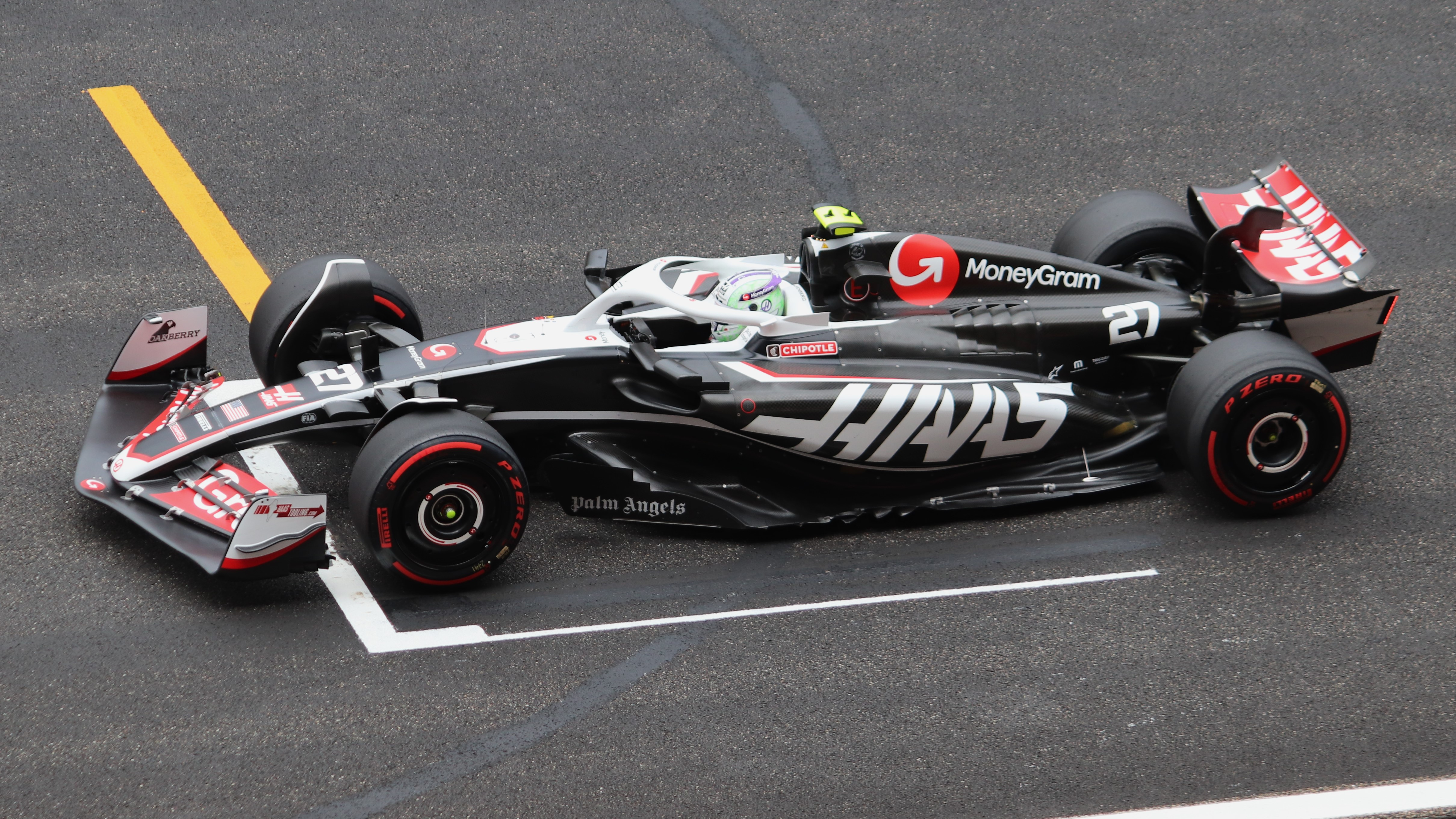
Vista laterale

La livrea della Haas VF-24, analogamente all'antenata VF-23, è caratterizzata da una base di colore nero, dovuto al carbonio della carrozzeria lasciato a vista. Le poche aree verniciate sono, di bianco, sezioni delle paratie delle ali, la zona adiacente all'abitacolo assieme all'Halo, i bordi del muso e la pinna. Sono inoltre presenti una striscia che percorre il fondo della vettura per la quasi totalità della sua lunghezza e una più breve sulle pance. Di rosso sono invece colorati i flap degli alettoni e piccoli altri dettagli sulle paratie delle stesse, sul muso e sulle pance.

## Piloti
| Piloti ufficiali       | Piloti ufficiali  | Piloti ufficiali |
| Nazione                | Nome              | Numero           |
| ---------------------- | ----------------- | ---------------- |
| Danimarca (bandiera)   | Kevin Magnussen   | 20               |
| Regno Unito (bandiera) | Oliver Bearman    | 50               |
| Germania (bandiera)    | Nico Hülkenberg   | 27               |
| Piloti di riserva      |                   |                  |
| Nazione                | Nome              | Numero           |
| Regno Unito (bandiera) | Oliver Bearman    | 50               |
| Brasile (bandiera)     | Pietro Fittipaldi | 51               |

## Carriera agonistica

### Stagione
Per la seconda stagione consecutiva la scuderia americana conferma il duo formato da Nico Hülkenberg e Kevin Magnussen.
Rispetto alla scorsa stagione la scuderia si mostra più competitiva raggiungendo con regolarità la zona punti specialmente con Hülkenberg, che si distingue per due piazzamenti al sesto posto in Austria e in Gran Bretagna. 
Nella seconda metà di stagione, la scuderia riesce a marcare punti per diversi appuntamenti consecutivi con Magnussen, Hülkenberg e Bearman, ottenendo i migliori risultati dal 2018. Questa striscia positiva di 5 appuntamenti consecutivi a punti si chiude in Brasile dove Hülkenberg viene squalificato (per via del suo rientro in pista ma con l'aiuto dei commissari) e Bearman chiude solo dodicesimo. Nonostante l'ottima stagione disputata (secondo miglior bottino di punti conquistato dal team americano nella sua storia) la Haas chiude al settimo posto nei costruttori, complice l'ottimo finale di stagione della Alpine. 
Il britannico Oliver Bearman sostituisce il pilota titolare Magnussen in due occasioni: a Baku, dove il danese riceve una esclusione dal Gran Premio per aver raggiunto il limite di 12 punti di penalità sulla superlicenza in dodici mesi, e a San Paolo, dove egli si ammalò.

## Risultati in Formula 1
| Anno | Team | Motore  | Gomme | Piloti     |    |    |    |    |    |     |    |     |    |    |   |    |    |    |    |    |    |     |     |   |    |    |      |    | Punti | Pos. |
| ---- | ---- | ------- | ----- | ---------- | -- | -- | -- | -- | -- | --- | -- | --- | -- | -- | - | -- | -- | -- | -- | -- | -- | --- | --- | - | -- | -- | ---- | -- | ----- | ---- |
| 2024 | Haas | Ferrari | P     | Magnussen  | 12 | 12 | 10 | 13 | 16 | 18  | 12 | Rit | 12 | 17 | 8 | 12 | 15 | 14 | 18 | 10 | ES | 19* | 117 | 7 |    | 12 | 9    | 16 | 58    | 7º   |
| 2024 | Haas | Ferrari | P     | Bearman    |    |    |    |    |    |     |    |     |    |    |   |    |    |    |    |    | 10 |     |     |   | 12 |    |      |    | 58    | 7º   |
| 2024 | Haas | Ferrari | P     | Hülkenberg | 16 | 10 | 9  | 11 | 10 | 117 | 11 | Rit | 11 | 11 | 6 | 6  | 13 | 18 | 11 | 17 | 11 | 9   | 8   | 9 | SQ | 8  | Rit7 | 8  | 58    | 7º   |

| Legenda | 1º posto     | 2º posto | 3º posto    | A punti         | Senza punti/Non class.  | Grassetto – Pole position Corsivo – Giro più veloce Apice – Risultato Sprint (A punti) |
| Legenda | Squalificato | Ritirato | Non partito | Non qualificato | Solo prove/Terzo pilota | Grassetto – Pole position Corsivo – Giro più veloce Apice – Risultato Sprint (A punti) |

* – Indica il pilota ritirato ma ugualmente classificato avendo coperto, come previsto dal regolamento, almeno il 90% della distanza di gara.